# Herstedøster Sogn
Herstedøster Sogn er et sogn i Glostrup Provsti (Helsingør Stift). Sognet ligger i Albertslund Kommune (Region Hovedstaden). Indtil Kommunalreformen i 2007 lå det i Albertslund Kommune (Københavns Amt), og indtil Kommunalreformen i 1970 lå det i Smørum Herred (Københavns Amt). I Herstedøster Sogn ligger Herstedøster Kirke.
I Herstedøster Sogn findes flg. autoriserede stednavne:
- Herstedøster (bebyggelse, ejerlav)